# الدوري السلوفيني لكرة القدم 1959–60
الدوري السلوفيني لكرة القدم 1959–60 هو موسم من الدوري السلوفيني لكرة القدم ‏. فاز فيه NK Branik Maribor ‏.